# Богдан Хмельницкий и Тугай-бей под Львовом
«Богдан Хмельницкий и Тугай-бей под Львовом» (пол.  Bohdan Chmielnicki z Tuhaj-Bejem pod Lwowem) — картина польского художника Яна Матейко на исторический сюжет, созданная в 1885 году. Хранится в Национальном музее в Варшаве.

## Описание
Материал для своей картины Матейко почерпнул из католической легенды. В 1648 году войско запорожских казаков и украинских крестьян во главе с Богданом Хмельницким, усиленное татарским отрядом под командованием Тугай-бея, одержало ряд побед над поляками и дошло до Львова. Однако штурмовать город Хмельницкий не стал. Это приписывали чуду: Хмельницкий и Тугай-бей, по словам львовского историка XIX века Людвика Кубалы, «увидели в вечерних облаках над монастырем бернардинцев коленопреклоненную фигуру монаха с воздетыми вверх руками, и перед страшным этим видом отдали приказ к отступлению». Считалось, что осаждающим явился небесный покровитель Львова Ян из Дукли.
Матейко изобразил тот самый момент, когда Хмельницкий и Тугай-бей видят фигуру монаха на облаке. На заднем плане виден Львов, на переднем - несколько казаков. Один из них лежит на земле, другой играет на бандуре.